# Romanum
Romanum – miasto w Mikronezji, w stanie Chuuk. Według danych szacunkowych na rok 2008 liczy 1491 mieszkańców